# صقيعة
صقيعة، قرية تقع في مرتفعات معرة النعمان، تتبع ناحية سنجار في منطقة معرة النعمان بمحافظة إدلب شمال غرب سوريا. 
منازلها التقليدية طينية قبابية، تنتشر حولها البيوت الحديثة المشيّدة من الحجر والإسمنت، والتي أخذت تمتد على جانبي الطريق المعبَّدة المارة بها.

## التاريخ
إعمارها قديم يدل عليه وجود بقايا صرح أثري يعود إلى الحقبة البيزنطية ما زال قائمًا وسط القرية. وقد استعملت في بنائه الحجارة البازلتية، وله باب مزخرف، ويتكون من طابقين.
خلال الثورة السورية الكبرى، أقام الثوري السوري هزاع أيوب في قرية الصقيعة بعدما رحل مع أهله إلى عشيرة الموالي إثر مقتل والده على يد الأتراك لمعارضته للدولة.

## الجغرافيا
تقع الصقيعة في سهل زراعي ينحدر قليلًا نحو الشرق، عند الطريق المتفرعة عن طريق معرة النعمان-سنجار.

## الاقتصاد
يعمل جل سكانها في زراعة محاصيل مثل الحبوب والسمسم بعلًا، إلى جانب تربية الأغنام.